# Michael Reusch
Michael Reusch (Suiza, 3 de febrero de 1914-6 de abril de 1989) fue un gimnasta artístico suizo, especialista en la prueba de barras paralelas con la que consiguió ser campeón olímpico en Londres 1948.

## Carrera deportiva
En los JJ. OO. de Berlín 1936 ganó dos medallas de plata: en paralelas —tras el alemán Konrad Frey y por delante de otro alemán Alfred Schwarzmann— y en el concurso por equipos, tras Alemania y por delante de Finlandia.
Y en las Olimpiadas de Londres 1948 ganó el oro en barras paralelas, la plata en el concurso por equipos —tras los finlandeses y por delante de los húngaros, siendo sus compañeros de equipo: Karl Frei, Walter Lehmann, Robert Lucy, Christian Kipfer, Josef Stalder, Emil Studer y Melchior Thalmann— y otra medalla de plata en anillas.